# مشرف الرویلی
مشرف الرویلی (عربی: مشرف الرويلي؛ زادهٔ ۱۰ اکتبر ۱۹۸۵) یک ورزشکار اهل عربستان سعودی است.